# 聚甲基丙烯酸甲酯

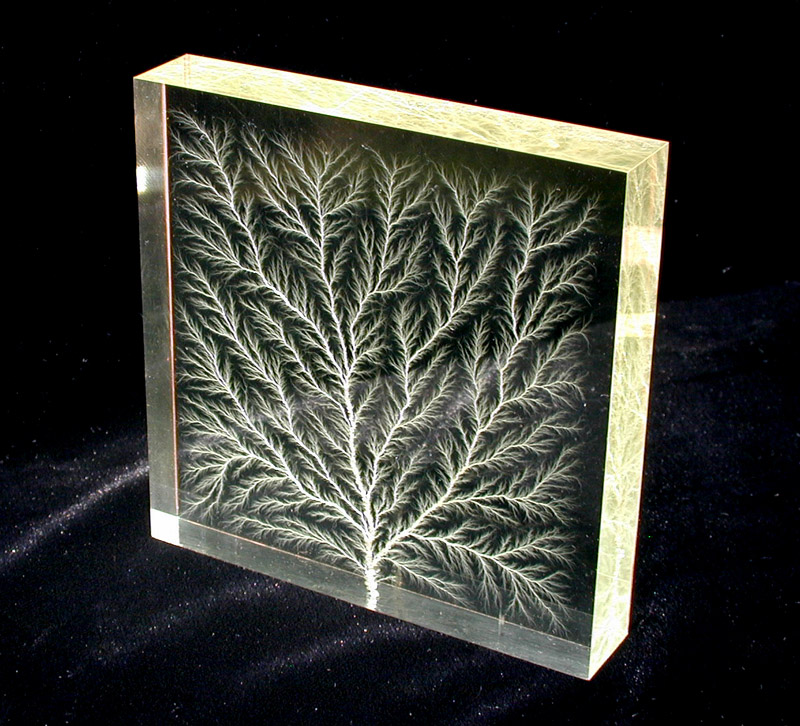
利希滕贝格图形在亞力克板中

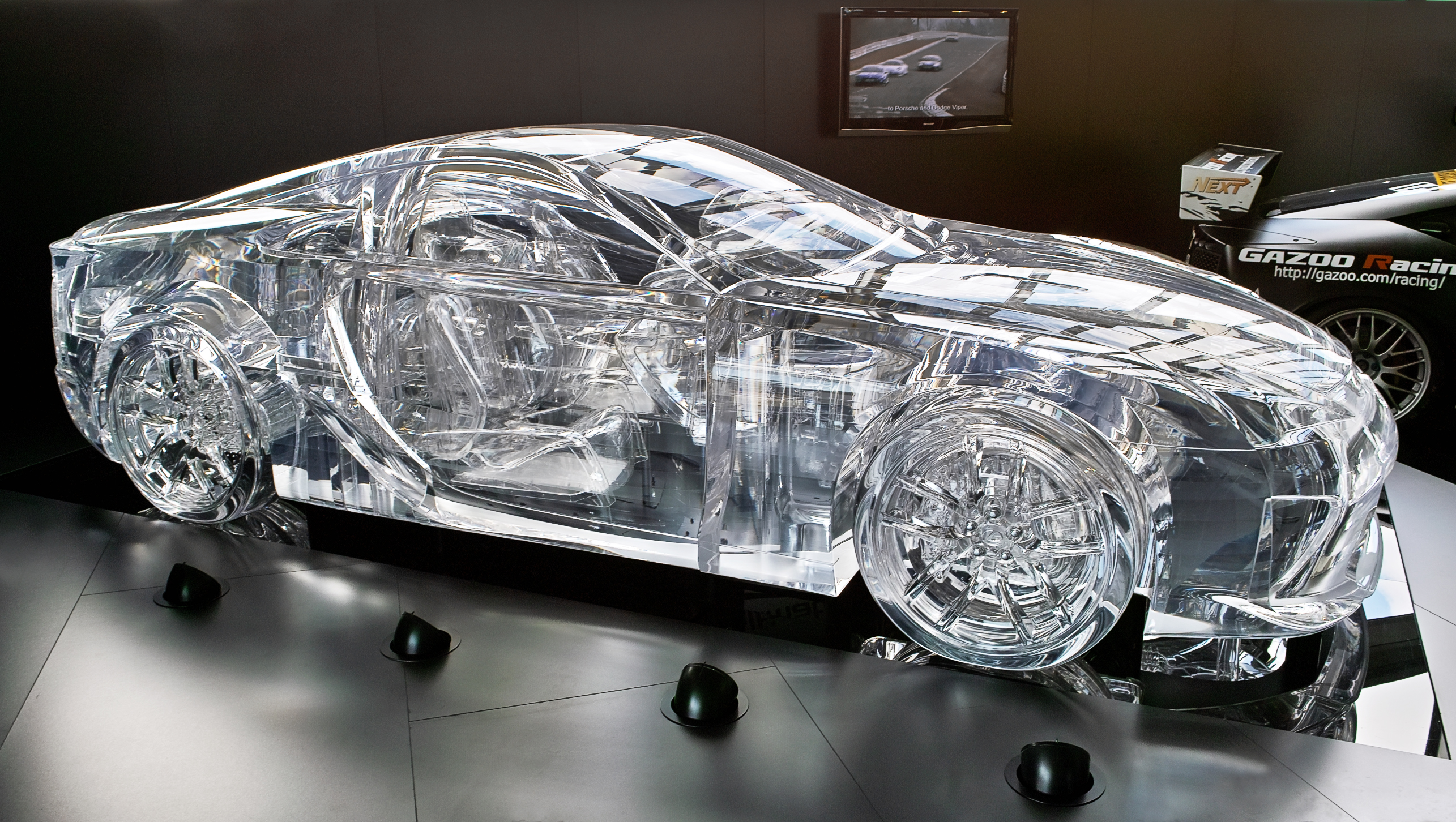
有機玻璃汽車雕塑

聚甲基丙烯酸甲酯（英語：poly (methyl methacrylate)，縮寫：PMMA）是由重复单元为甲基丙烯酸甲酯（MMA）所合成的高度透明、无定形、热塑性聚合物。
由于是最常见的壓克力（亚克力），因此也常用代指之，又俗称有机玻璃。在众多压克力产品中，属于一种硬压克力。
壓克力商品名与品牌名有 Lucite、Perspex、PLEXIGLAS、ACRYLITE，在香港多稱做阿加力膠，具有高透明度，低价格，易于机械加工等优点，是平常经常使用的玻璃替代材料，還可作為鑄造樹脂，用於油墨和塗料以及其他多種用途。
台灣將其回收標誌歸類於第七類的其他。
聚甲基丙烯酸甲酯的单体为甲基丙烯酸甲酯（MMA，俗称“壓克力單體”）。

## 性质
聚甲基丙烯酸甲酯經常用作玻璃的替代品，兩種物質的性質分別如下：

### 物理性质
1. PMMA的密度比玻璃低：PMMA的密度大約在 1.15-1.19 g/cm3，是玻璃（2.40-2.80 g/cm3）的一半、金屬鋁（屬於輕金屬）的43％。
2. PMMA的機械強度較高：PMMA的相對分子質量大約為200萬，是長鏈的高分子聚合物，而且形成分子的鏈很柔軟，因此，PMMA的強度比較高，抗拉伸和抗衝擊的能力比普通玻璃高7～18倍。有一種經過加熱和拉伸處理過的有機玻璃，其中的分子鏈段排列得非常有次序，使材料的韌性有顯著提高。用釘子釘進這種有機玻璃，即使釘子穿透了，也不產生裂紋。這種有機玻璃被子彈擊穿後同樣不會破成碎片。因此，拉伸處理的PMMA可用作防彈玻璃，也用作軍用飛機上的座艙蓋。
3. PMMA的熔點較低：PMMA的熔點約130–140°C（265–285°F），比玻璃約1000度的高溫低很多。
4. PMMA的透光率較高
  1. 可見光：PMMA是目前最優良的高分子透明材料，透光率達到92％，比玻璃的透光度高[2]。
  2. 紫外光：普通玻璃只會讓0.6％的紫外線透過。PMMA能有效濾除波长小于300nm的紫外線，但300nm至400nm之间滤除效果较差。部份製造商[3]在PMMA表面進行鍍膜，以增加其濾除300nm至400nm紫外光的效果和性質。另一方面，在照射紫外光的狀況下，與聚碳酸酯相比，PMMA具有更佳的穩定性
  3. 紅外線：PMMA允许小于2800nm波长的红外线 (IR) 通过。更长波长的IR，小于25,000nm时，基本上可被阻挡。存在特殊的有色PMMA，可以让特定波长IR透过，同时阻挡可见光（应用于遥控或热感应等）。
5. PMMA的玻璃转化温度为大约105°C。
6. PMMA的折射率為(nd/25°C)1.49

### 化學性質
由于其较大的支链，聚甲基丙烯酸甲酯的黏度较高，因此在使用热加工方法时加工速度比较慢，有機玻璃不但能用車床進行切削，鑽床進行鑽孔，而且能用丙酮、氯仿等粘結成各種形狀的器具，也能用吹塑、注射、擠出等塑料成型的方法加工成大到飛機座艙蓋，小到假牙和牙托等形形色色的製品。
氰基丙烯酸酯、二氯甲烷或氯仿等都可以輕微地溶解有機玻璃，然後可以把兩塊有機玻璃牢固地黏合在一起。
生產1公斤的PMMA，需要大約2公斤的石油。在有氧的情況下，PMMA在458°C開始燃燒，燃燒後生成二氧化碳、水、一氧化碳及包括甲醛在內的一些低分子化合物。PMMA不可自然降解。

## 歷史
1902年，德国化学家 O. Röhm 合成了 PMMA。O .Röhm 开始只是想把这种材料用于黏合剂。
1936年，PMMA 开始大规模生产。

## 外部連結
维基共享资源上的相關多媒體資源：聚甲基丙烯酸甲酯